# Roma Open 2023
Il Roma Open 2023 è stato un torneo maschile di tennis giocato sulla terra rossa. È stata la 22ª edizione del torneo, facente parte della categoria Challenger 75 nell'ambito dell'ATP Challenger Tour 2023. Si è giocato al Tennis Club Garden di Roma, in Italia, dal 24 al 30 aprile 2023.

## Partecipanti

### Teste di serie
| Nazionalità | Giocatore            | Ranking* | Testa di serie |
| ----------- | -------------------- | -------- | -------------- |
| Ungheria    | Fábián Marozsán      | 133      | 1              |
| Italia      | Franco Agamenone     | 147      | 2              |
| Italia      | Mattia Bellucci      | 151      | 3              |
| Italia      | Francesco Maestrelli | 168      | 4              |
| Paesi Bassi | Jelle Sels           | 169      | 5              |
| Italia      | Andrea Pellegrino    | 173      | 6              |
| Austria     | Maximilian Neuchrist | 182      | 7              |
| Belgio      | Joris De Loore       | 196      | 8              |

* Ranking al 17 aprile 2023.

### Altri partecipanti
I seguenti giocatori hanno ricevuto una wild card per il tabellone principale:
- Federico Arnaboldi
- Gabriele Piraino
- Fausto Tabacco

I seguenti giocatori sono entrati in tabellone come alternate:
- Max Houkes
- Filip Cristian Jianu
- Nino Serdarušić

I seguenti giocatori sono passati dalle qualificazioni:
- Salvatore Caruso
- Sumit Nagal
- Giovanni Fonio
- Alexander Weis
- Valentin Vacherot
- Francesco Forti

I seguenti giocatori sono entrati in tabellone come lucky loser:
- Miguel Damas
- Viktor Durasovic

## Punti e montepremi
| Torneo    | Torneo              | V     | F     | SF    | QF    | 2T    | 1T  | Q | Q2  | Q1  |
| Singolare | Punti               | 75    | 50    | 30    | 16    | 7     | 0   | 4 | 2   | 0   |
| Singolare | Premi in denaro (€) | 9,880 | 5,820 | 3,450 | 2,000 | 1,165 | 720 | – | 360 | 185 |
| Doppio    | Punti               | 75    | 50    | 30    | 16    | –     | 0   | – | –   | –   |
| Doppio    | Premi in denaro (€) | 4,250 | 2,450 | 1,480 | 880   | –     | 500 | – | –   | –   |

## Campioni

### Singolare
Sumit Nagal ha sconfitto in finale  Jesper de Jong con il punteggio di 6–3, 6–2.

### Doppio
Nicolás Barrientos /  Francisco Cabral hanno sconfitto in finale  Andrej Golubev /  Denys Molčanov con il punteggio di 6–3, 6–1.